# Jacob Lekgetho
Jacob Bobo Lekgetho (Soweto, 24 de março de 1974 - Joanesburgo, 9 de setembro de 2008) foi um futebolista sul-africano.

## Carreira
Lekgetho nasceu em Moletsane, área de Soweto, e começou a sua carreira profissional no Moroka Swallows, em 1995. Fez 155 apresentações no clube antes de transferir-se para o clube russo Lokomotiv Moscou, em 2001. Ajudou o clube a ganhar o título da liga em 2002, mas retornou à África do Sul em 2004 após a morte de sua mulher.
Participou 25 vezes dos jogos da Seleção Sul-Africana de Futebol. Fez a sua estreia internacional na vitória de 1-0 sobre a Seleção de Malta, em maio de 2000 e teve sua última participação pela Bafana Bafana nas Eliminatórias para a Copa do Mundo de 2006, em 20 de junho de 2004, na derrota por 3-0 para Gana, em Kumasi. Foi convocado para a Copa do Mundo de 2002, na Coreia do Sul e Japão, onde atuou como substituto na derrota por 3-2 para a Espanha.

## Boato
Em 19 de fevereiro de 2007, a fonte de notícias Rusfootball e a edição russa do site da UEFA noticiaram que Lekgetho havia morrido em um acidente automobilístico na Cidade do Cabo. Outros meios de comunicação como: gazeta.ru, Sport Express, e Regnum confirmaram a história. Em 20 de fevereiro, a Rusfootball publicou a correção, notificando que a informação era falsa.

## Morte
Em setembro de 2008, foi confirmada por diversas fontes sul-africanas, que Lekgotho havia morrido em Joanesburgo, aos 34 anos de idade, depois de uma longa batalha contra uma doença não revelada. Segundo o Sport Express, a doença era AIDS.